# @@@@@
| Recensione | Giudizio |
| ---------- | -------- |
| Pitchfork  | 8,1/10   |
| Rumore     | 86/100   |

@@@@@ (Arroba) è il quarto mixtape della musicista venezuelana Arca, pubblicato il 21 febbraio 2020 dalla XL Recordings.

## Antefatti e pubblicazione
Il 18 febbraio 2020 Arca ha annunciato che avrebbe pubblicato in anteprima della nuova musica, postando sui suoi social media un video criptico. Il brano, un mixtape di sessantadue minuti che l'artista considera un singolo, è stato trasmesso in anteprima streaming alle 19.00 (ora italiana) su NTS Radio. Poco dopo, il mix è stato caricato sul canale YouTube della musicista, accompagnato da visuali curati da Frederik Heyman. Lo stesso giorno sono state pubblicate le date di un tour internazionale per la primavera del 2020.
Arca ha annunciato l'uscita del nuovo brano in questo modo:
@@@@@ è stato masterizzato da Enyang Urbiks a Berlino, ed è stato distribuito il 21 febbraio 2020, quando Arca ha pubblicato tramite i propri social media anche una lista tracce del mix.
In continuità con il concetto della traccia, dal 22 marzo 2020 Arca trasmette musica dal vivo, in diretta sulla piattaforma Twitch.tv, come conduttrice del suo programma diva_experimental.fm.

## Tracce
Il giorno dell'uscita del mixtape, Arca ha scritto che @@@@@ "è una canzone costituita da distinti quantum musicali; un quantum è la quantità minima di una certa entità fisica coinvolta in un'interazione" e che "ogni quantum ha un titolo". I titoli dei diversi quantum è di seguito riportato:
1. Diva – 1:01
2. Construct – 1:46
3. Turner – 3:01
4. Devastation – 2:08
5. Survivors – 1:19
6. Recursion – 2:33
7. Monstrua – 1:13
8. Bebé – 0:25
9. Amputee – 0:09
10. Chipilina – 2:49
11. In the Face – 0:38
12. Predator – 2:42
13. Pacifier – 3:00
14. Psychosexual – 1:02
15. Mujere – 2:13
16. Cypher – 2:31
17. Murciélaga – 4:00
18. Phantasy – 1:29
19. No lo digas – 2:48
20. Amantes – 2:42
21. Membrane – 2:45
22. Apuro – 4:09
23. Saintly Pride – 3:26
24. Avasallada – 1:41
25. Dysphoria – 1:06
26. Gaita – 2:09
27. Form – 3:42
28. Travesti – 1:20
29. Heaventsent – 2:30
30. X – 0:03